# Bijbelgetrouw
Bijbelgetrouw betekent het stipt, vaak letterlijk volgen van geboden en voorschriften in de Bijbel, zoals de Tien geboden. Vrijwel altijd volgt dit uit een sterke overtuiging dat de Bijbel het onfeilbare Woord van God is. De uitdrukking wordt vooral in orthodox-reformatorische en evangelische kringen gebezigd. Een heel strenge variant van Bijbelgetrouw wordt weleens als wetticisme bestempeld (met name in evangelische kring).
Bijbelgetrouwheid wordt, ook door de aanhangers ervan, vaak tegenover het rationalisme geplaatst en staat afwijzend of zelfs vijandig tegenover de historisch kritische Bijbelwetenschap.
Binnen het zogenaamde 'Bijbelgetrouw onderwijs' is de Bijbel de grondslag voor het onderwijs.